# Moneda falsificada

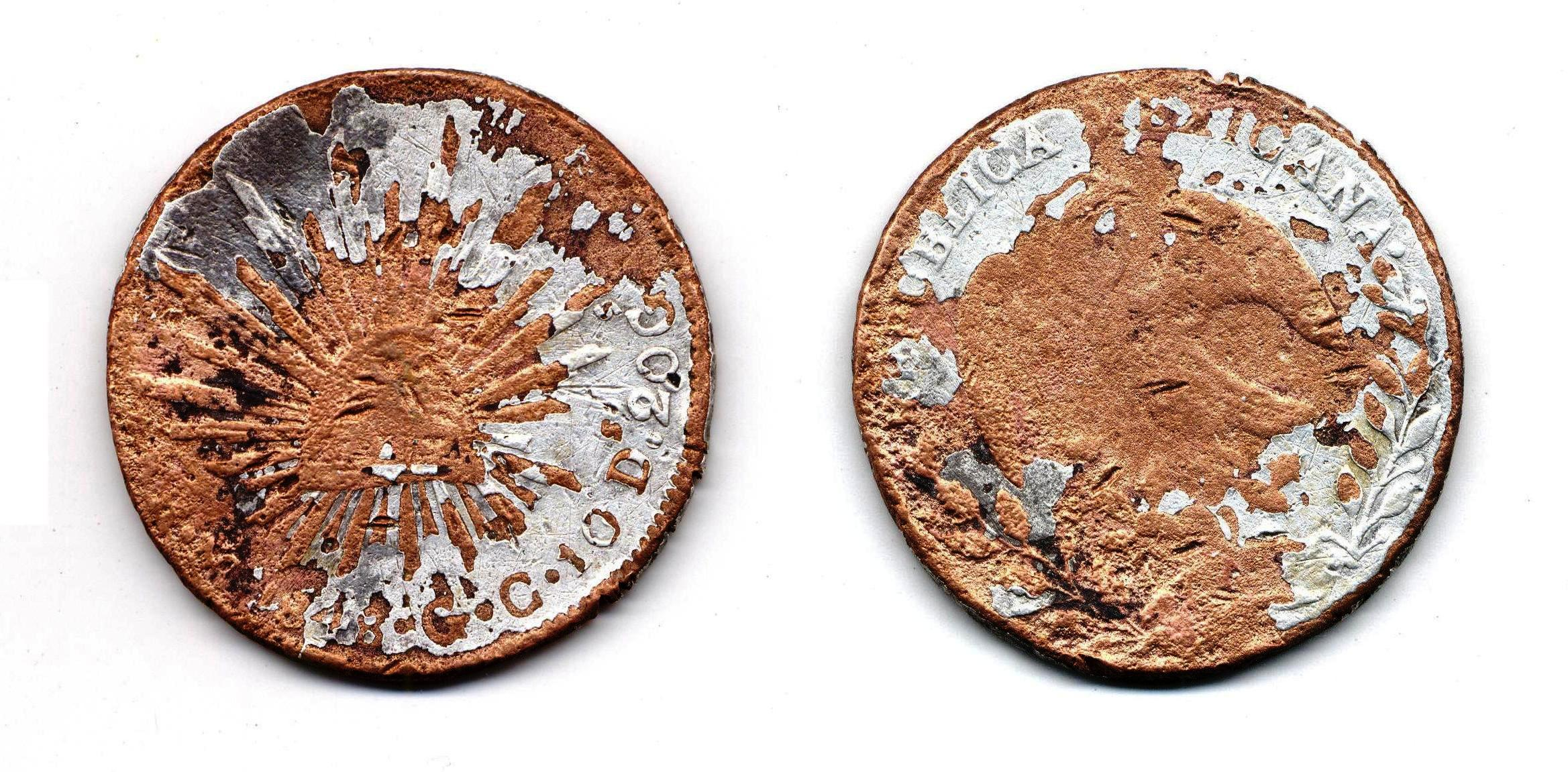
Moneda falsa antiga. Les monedes eren elaborades en metalls vils (en aquest cas coure) i després eren recobertes amb metall preciós (en aquest cas argent) per ser posades en circulació. No obstant això, amb l'ús anaven perdent el recobriment, de manera que acabaven sent detectades per la gent.

La moneda falsificada és la que es produeix sense la conformitat legal de l'Estat o govern que representa i que imita o s'assembla a la moneda real, tant com per fer-la passar per l'original. La producció o l'ús de moneda falsificada és una forma de frau.

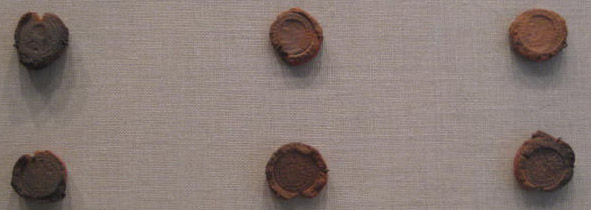
Les monedes romanes s'encunyaven. Aquestes monedes estan fetes en motlle de forja per tant.. són falsificades.

 La falsificació de moneda és probablement tan antiga com l'ús dels diners. Abans de la introducció del paper moneda, el mètode més estès era la barreja de metalls base com són l'or i l'argent canviant-los per altres de menys valor. En l'actualitat el més habitual és la impressió de bitllets falsos, o la impressió de documents per part d'impressors legítims però amb contingut fals.

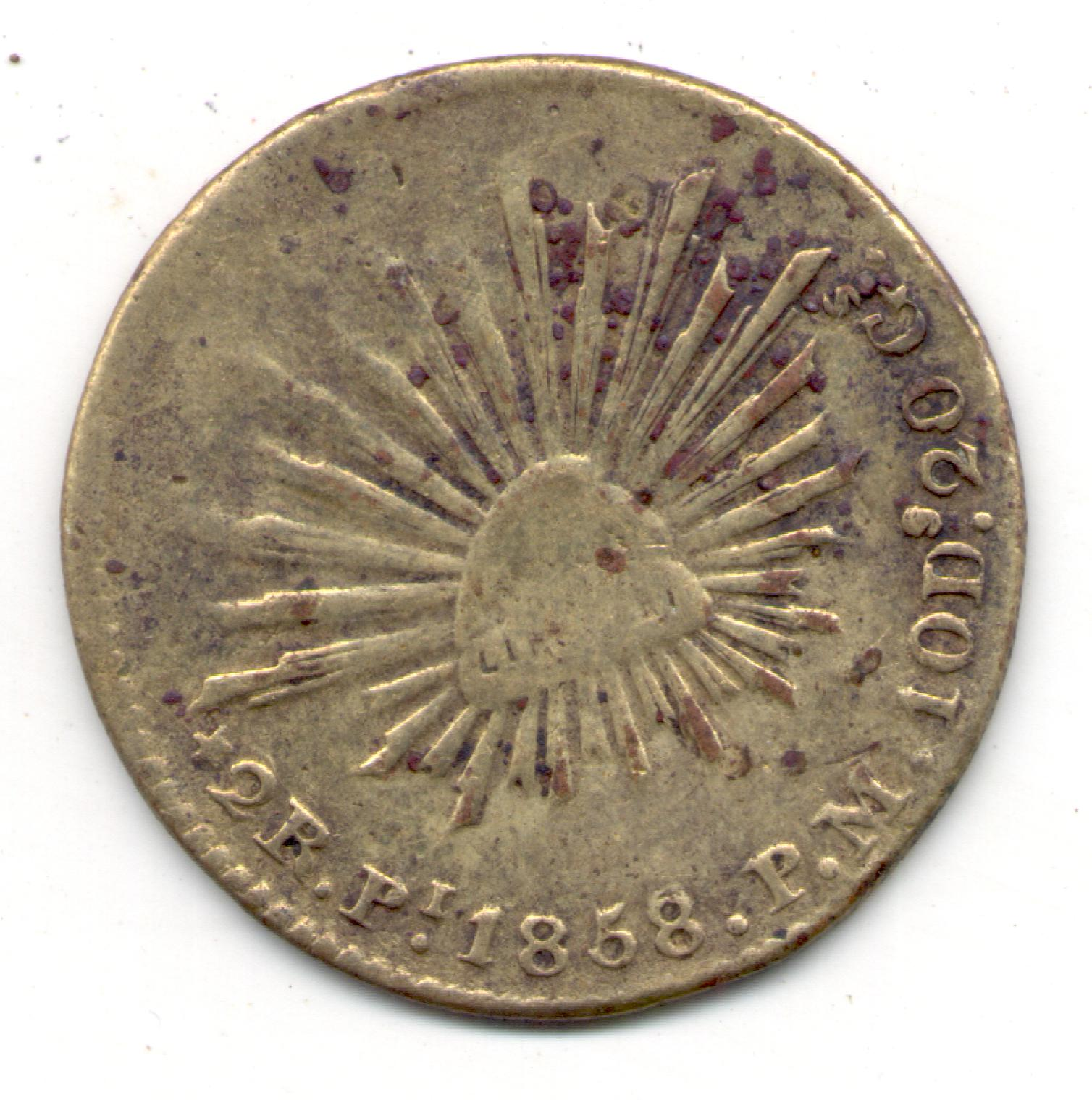
Antiga moneda falsa de llautó.

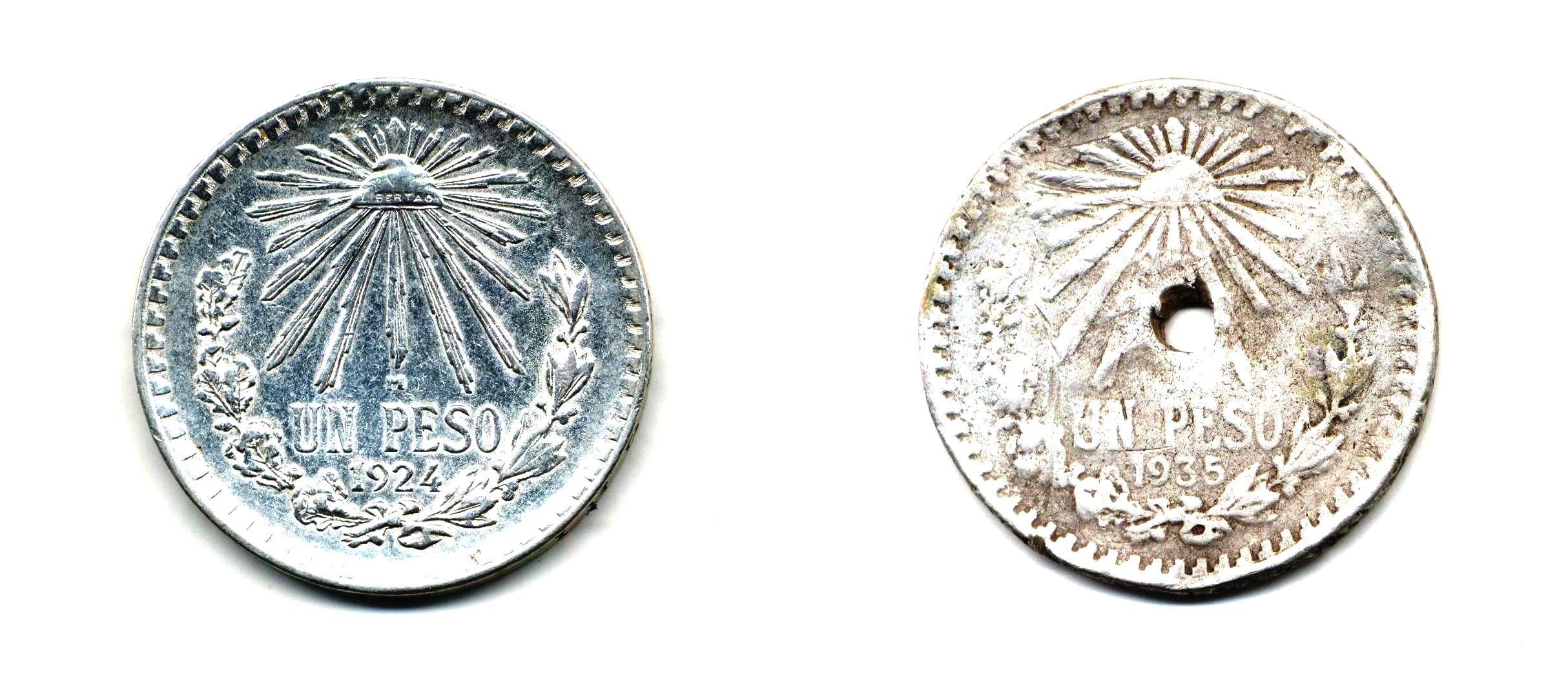
Monedes d'1 peso mexicà: l'autèntica (esquerra) encunyada en argent i la falsa (dreta) en alumini amb un forat per retirar-la de circulació.

Durant la Segona Guerra Mundial, els nazis van falsificar lliures britàniques i dòlars nord-americans (Operació Bernhard.) Actualment alguns dels millors bitllets falsificats són denominats Super-dòlars a causa de la seva elevada qualitat i semblança als bitllets originals.
Cada any el Banc Central Europeu retira centenars de milers de bitllets d'euros falsificats registrant a la zona euro 387.000 bitllets falsos en el primer semestre del 2010.
Al llarg de la història, són molts els mètodes pels quals s'ha tractat de falsificar el mitjà de pagament legal dels països. A cada invent per aconseguir-ho, les autoritats creen un sistema que fa més difícil la falsificació.

## Efectes perjudicials dels bitllets falsos
Entre els efectes perjudicials dels bitllets falsos destaquen:
- Una reducció del valor "real" dels diners, en incrementar els preus a causa de la inflació pel fet que hi ha més diners en circulació en l'economia del país.
- Un descens en l'acceptabilitat del paper moneda
- Pèrdues per les persones i companyies que no poden reemborsar els diners falsificats

## Retall de moneda
Quan les monedes eren encara uns discos de metall de forma aproximada amb un encuny oficial que avalava el seu valor, és a dir que el valor del metall conferia el valor a la moneda, es retallaven les rebaves sortints i amb elles es feien monedes noves, falsificades, però amb metall autèntic.
Contra això, i per iniciativa d'Isaac Newton, es van començar a encunyar les monedes amb la vora grafilada.

## Protecció antifrau proposada per Newton
Com a responsable de la Seca Reial, Newton va fer l'estimació que el 20% de les monedes recuperades durant la "Gran Encunyació" eren falses. La falsificació era un delicte d'alta traïció, que es castigava penjant, esbudellant i esquarterant els reus. Malgrat tot, era molt difícil d'aconseguir condemnes fins i tot contra els criminals més flagrants. Newton, però, va reeixir-ne. Disfressat com a parroquià de bars i tavernes, va recollir moltes proves ell mateix. Newton va ser nomenat jutge de pau i entre el juny de 1698 i Nadal de 1699 va fer uns 200 interrogatoris de testimonis, informants i sospitosos. Newton va guanyar els seus casos i el febrer de 1699 tenia deu presoners en espera d'execució.
Un dels casos de Newton com a fiscal del Rei va ser contra William Chaloner. Algunes de les estratagemes de Chaloner incloïen muntar conspiracions catòliques falses i delatar els infeliços conspiradors que enredava. Chaloner va acusar la Seca de proporcionar eines als falsificadors (acusació que no era l'únic de fer). Va proposar que se'l permetés d'inspeccionar els processos de la Seca per tal de millorar-los. Va fer una petició al Parlament perquè adoptés els seus plans d'una moneda que no es pogués falsificar, mentre continuava encunyant moneda falsa. Newton va fer jutjar Chaloner per falsificació i el va enviar a la presó de Newgate el setembre de 1697, però en Chaloner tenia amics influents que el van ajudar a ser declarat innocent i alliberar-lo. Newton el va fer jutjar una segona vegada amb proves concloents. Chaloner va ser acusat d'alta traïció i penjat, esbudellat i esquarterat el 23 de març de 1699 al patíbul de Tyburn.

## Protecció en el paper moneda
Per evitar la impressió de bitllets de banc falsificats, els bancs emissors hi van introduir una sèrie de característiques que fan gairebé impossible reproduir-los exactament.
Tradicionalment les tècniques anti falsificació comprenen la inclusió de detalls i dispositius en els bitllets per dificultar-ne la falsificació i fer-ne més fàcil la seva detecció. Entre les característiques que s'apliquen trobem l'ús de dibuixos amb filigranes molt fines, coloracions especials, ús de marques d'aigua, elements hologràfics, papers especials amb fibres que es veuen amb llum ultraviolada, impressions de coincidència exacta en les dues cares, entre d'altres.

## Fets Històrics Antics
Els antics maies utilitzaven ametlles de cacau com a moneda de pagament en les seves transaccions comercials. No obstant això, s'ha descobert que en alguns llocs van circular ametlles "falses" farcides amb sorra o fang.
Van ser famosos els  duros sevillanos , que estaven fets d'un aliatge d'argent de major valor que l'aliatge de curs legal. Tenien l'"F" d'Alfonso més curta i 22 ratlles en comptes de les 21 oficials, dins l'escut de les flors de llis del revers.
Els duros sevillanos  van ser tan famosos que fins i tot van arribar a ser sinònim de falsedat. En català existeix l'expressió:
| « | Ets més fals que un duro sevillano | » |

## Avui dia
Tant a Amèrica com a Europa, és molt comú tant l'ús de monedes bimetàl·liques, o d'aliatges de gran valor. En alguns països, com Xile, Colòmbia, Mèxic i el Perú entre d'altres es presenta l'ingrés de monedes falsificades de les denominacions bimetàl·liques que es fan amb un cospel de menor qualitat a l'usat per les cases d'encunyació oficials. O en el cas de monedes d'alta denominació, trobem que a Colòmbia es va haver de retirar de circulació la moneda de 1.000 pesos pel fet que la quantitat circulant de monedes falses superava de llarg les autèntiques, originant casos com el de la ciutat d'Arauca, capital del departament d'Arauca, on ni tan sols els bancs volien rebre aquestes monedes, per la por de ser estafats, a conseqüència de l'excessiva laxitud i lleugeresa amb la qual les autoritats colombianes van actuar davant aquest cas.